# 郑汴新区
郑汴新区规划总面积为2127平方公里，范围囊括了郑州新区和开封新区，东起开封市金明大道，西至郑州市中州大道、机场高速公路、京广铁路，北起黄河南岸，南到中牟县和开封市区南界。郑汴新区是中原城市群的核心区，远景至2020年，郑汴新区建成区面积410平方公里、总人口达500万的现代化复合型城区。

## 郑汴新区出炉
河南省作为温家宝时期的中国政府定位的农业大省，全省城镇化水平较低，小城镇发展和大城市建设受到严重制约。河南为改变这种现状。2003年河南省出台了《河南省全面建设小康社会规划纲要》，纲要提出了建设中原城市群的战略构想。但建设中原城市群还只是一个概念，并没有具体的实施办法。经过酝酿，直到2005年，中原城市群的涵盖范围才得到明确，同时，郑汴一体化战略作为中原城市群建设的一个切入点而浮出台面。为了解决郑汴一体化所面临的实际问题，郑汴新区应运而生。2006年6月，河南省发改委开始编制郑汴产业带总体规划。郑汴新区所要解决的问题就是郑州和开封两个区划主体的协调问题，使两个区划的主体变成一个统一的区域，从而解决两个独立的区域主体的对接问题。2007年9月，《郑汴产业带总体规划》出炉。2008年11月，河南省委、省政府提出以郑汴一体化区域为核心，设立郑汴新区城乡统筹改革发展试验区。

## 规划编制
2009年1月，河南省委、省政府提出，规划建设郑汴新区。2009年2月，郑汴新区规划建设领导小组成立，由河南省长郭庚茂担任组长。把郑汴新区的规划和建设作为河南经济社会发展的一号工程，《郑汴新区空间发展战略规划方案国际征集活动》启动，来自国内外的6家著名规划设计机构共同参与编制，相关领域的30多名顶级专家，经过两次评审，最终英国奥雅纳工程咨询有限公司的方案胜出。相关部门在此基础上，又吸纳了各家规划方案的优点和长处，编制完成了郑汴新区总体规划方案。 2009年7月18日，郑州新区管委会正式挂牌成立。2009年8月29日，开封新区管委会正式挂牌成立。2010年6月，重点建设郑汴新区，推进郑汴一体化，建设区域性经济中心和全国重要的交通枢纽，出现在国务院发布的《全国主体功能区规划》的文件当中，成为国家战略。

## 发展定位和建设目标
郑汴新区的发展定位：中原城市群新型工业化、新型城镇化和农业现代化的“三化”协调科学发展先导示范区，中国国家综合交通枢纽、国家区域性物流枢纽，区域金融中心以及河南省经济社会发展的核心增长极。
建设目标：现代产业集聚区、现代复合型新区、城乡统筹改革发展实验区、对外开放示范区、环境优美宜居区和区域服务中心，在全省工业化和城镇化进程中发挥引领作用。

## 交通
交通运输一体化，高铁、航空、城际铁路等现代化的交通设施将成为郑汴新区交通系统的支撑。按照规划，从郑汴新区出发，到达中原城市群不超过1个小时，到达北京、武汉、西安等重要城市，不超过3个小时。形成高铁客运中心、航空港、铁路集装箱中心站、干线公路物流港和郑州火车站五大枢纽。

## 参看
- 中原经济区